# Ludwigsburg
Ludwigsburg – miasto powiatowe w Niemczech, w kraju związkowym Badenia-Wirtembergia, w rejencji Stuttgart, w regionie Stuttgart, siedziba powiatu Ludwigsburg. Leży ok. 13 km na północ od Stuttgartu, przy drodze krajowej B27. W Ludwigsburgu znajduje się Centrala Badania Zbrodni Narodowosocjalistycznych prowadząca śledztwa m.in. we współpracy z IPN.

## Zabytki
- pałac Ludwigsburg
- pałac Favorite
- koszary Flak-Kaserne
- pałac na wodzie Monrepos
- Muzeum Porcelany (Keramikmuseum)
- kościół ewangelicki

Ludwigsburg
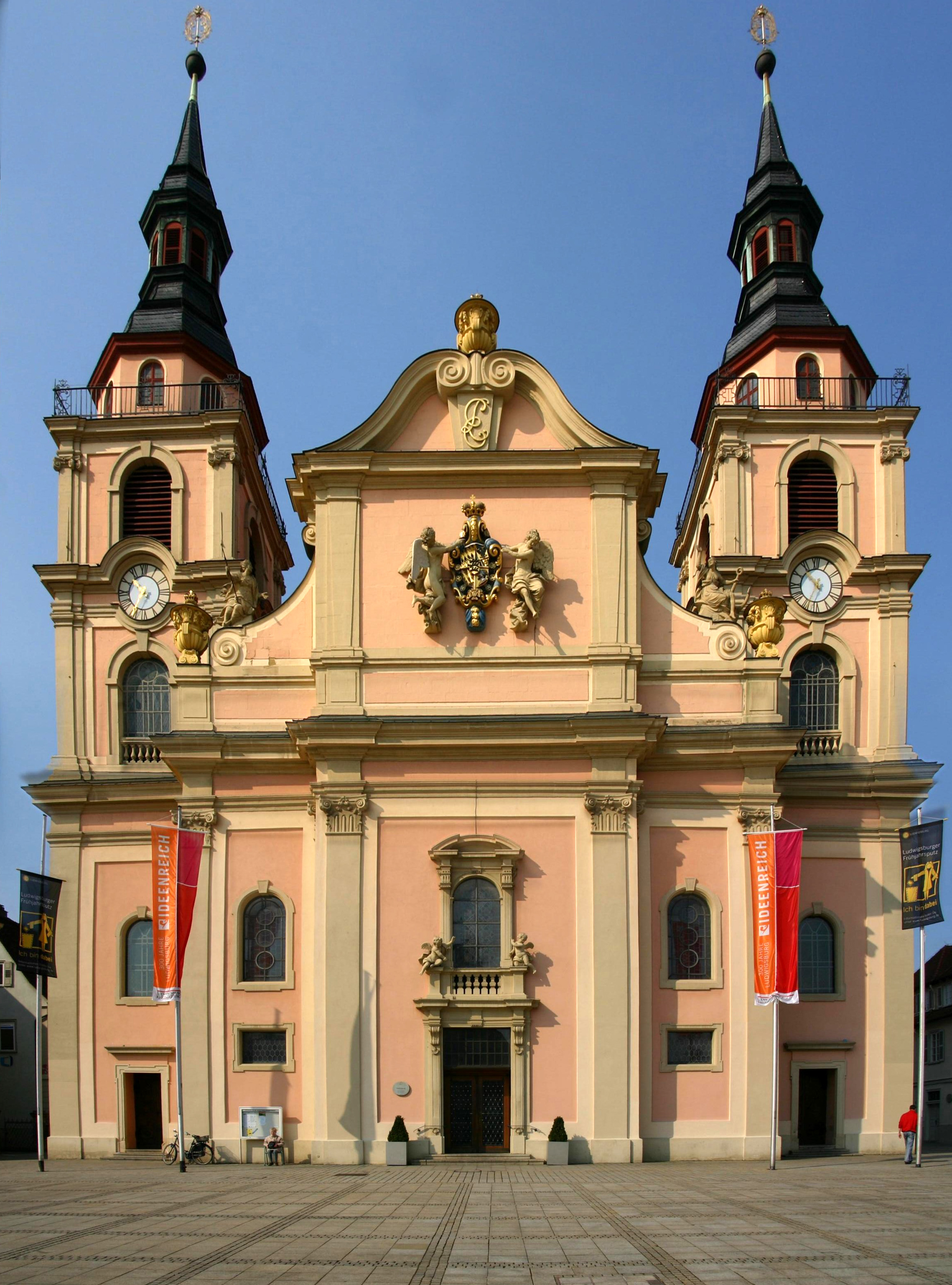
Kościół ewangelicki
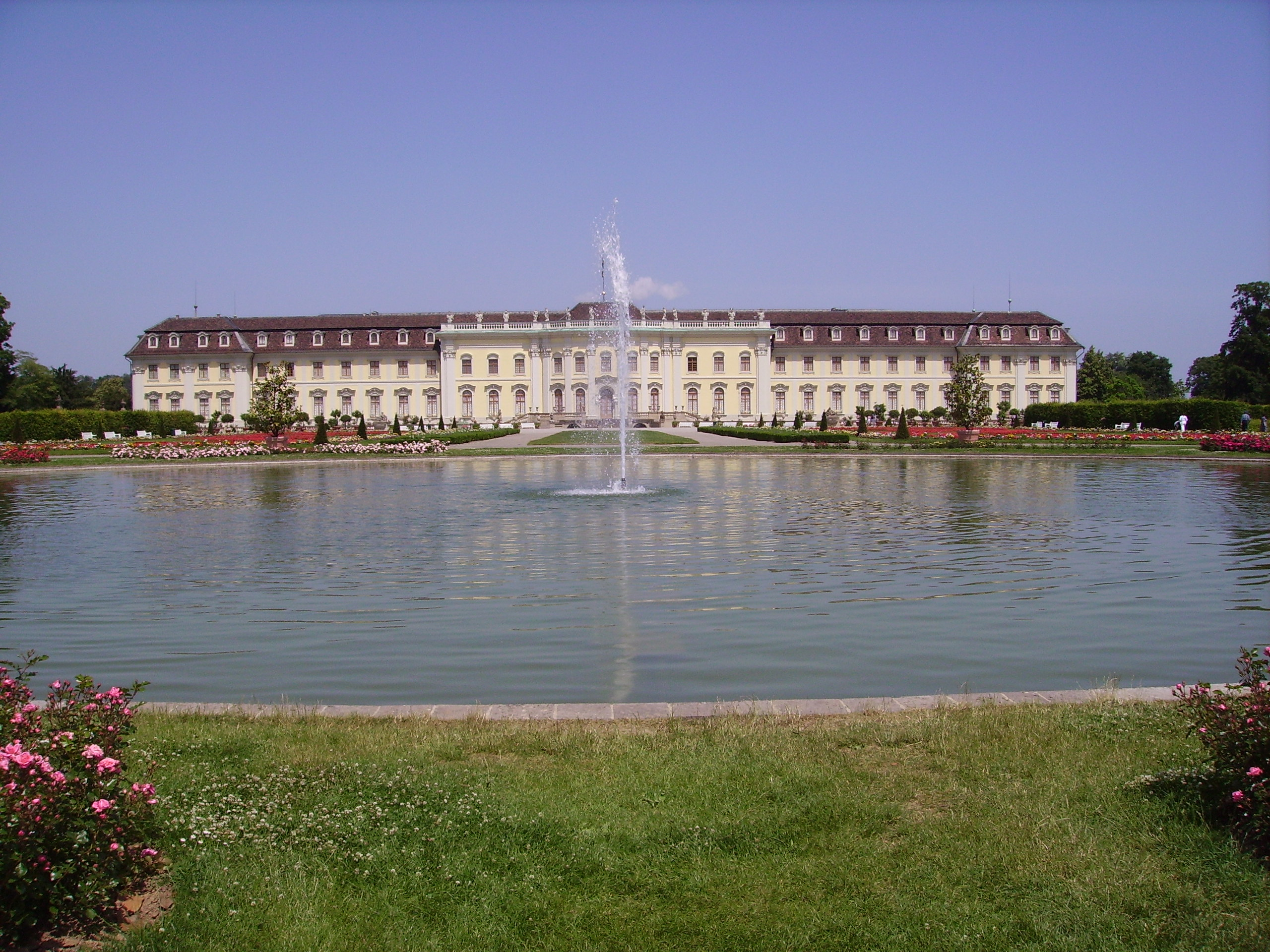
Pałac Ludwigsburg
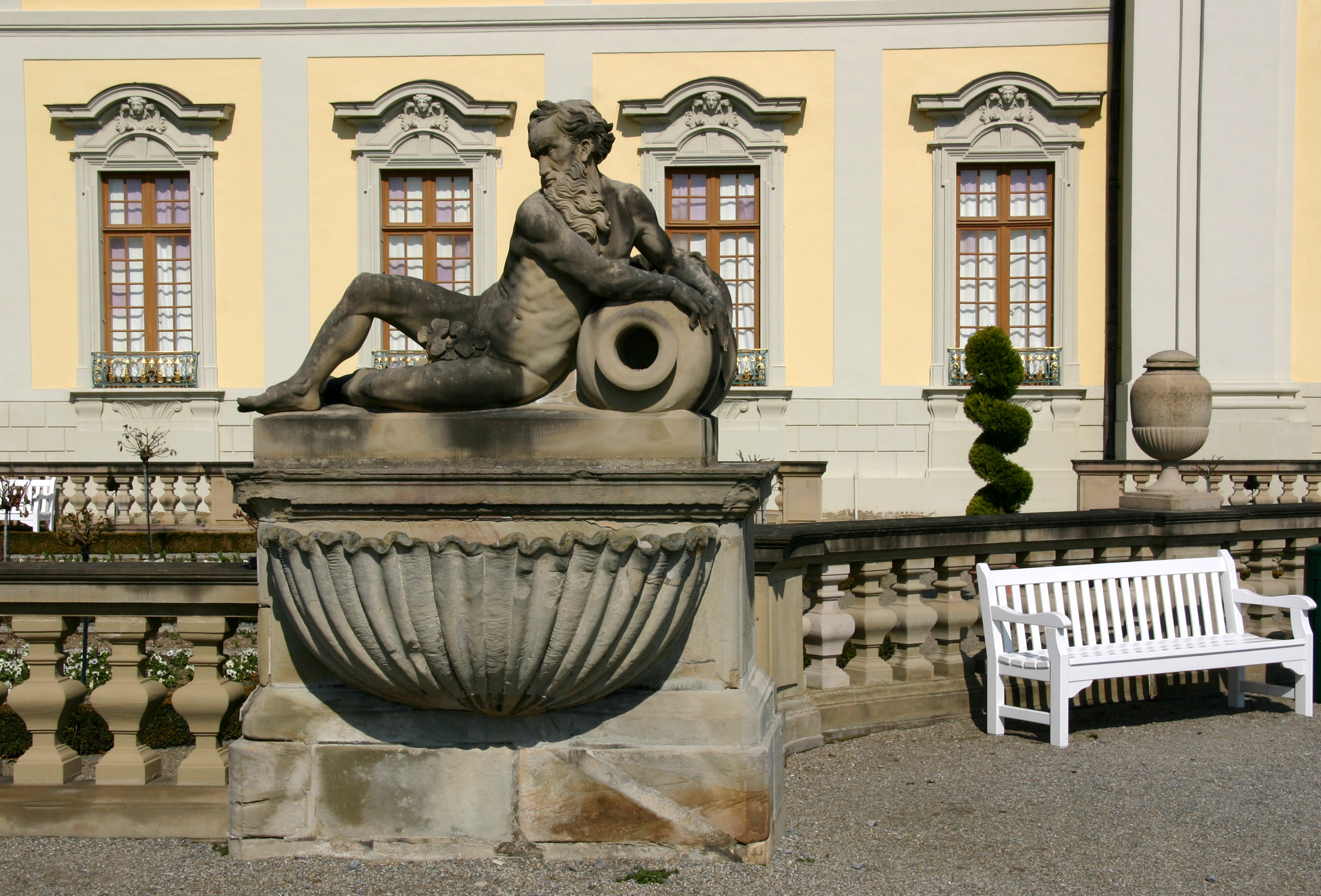
Pałac Ludwigsburg
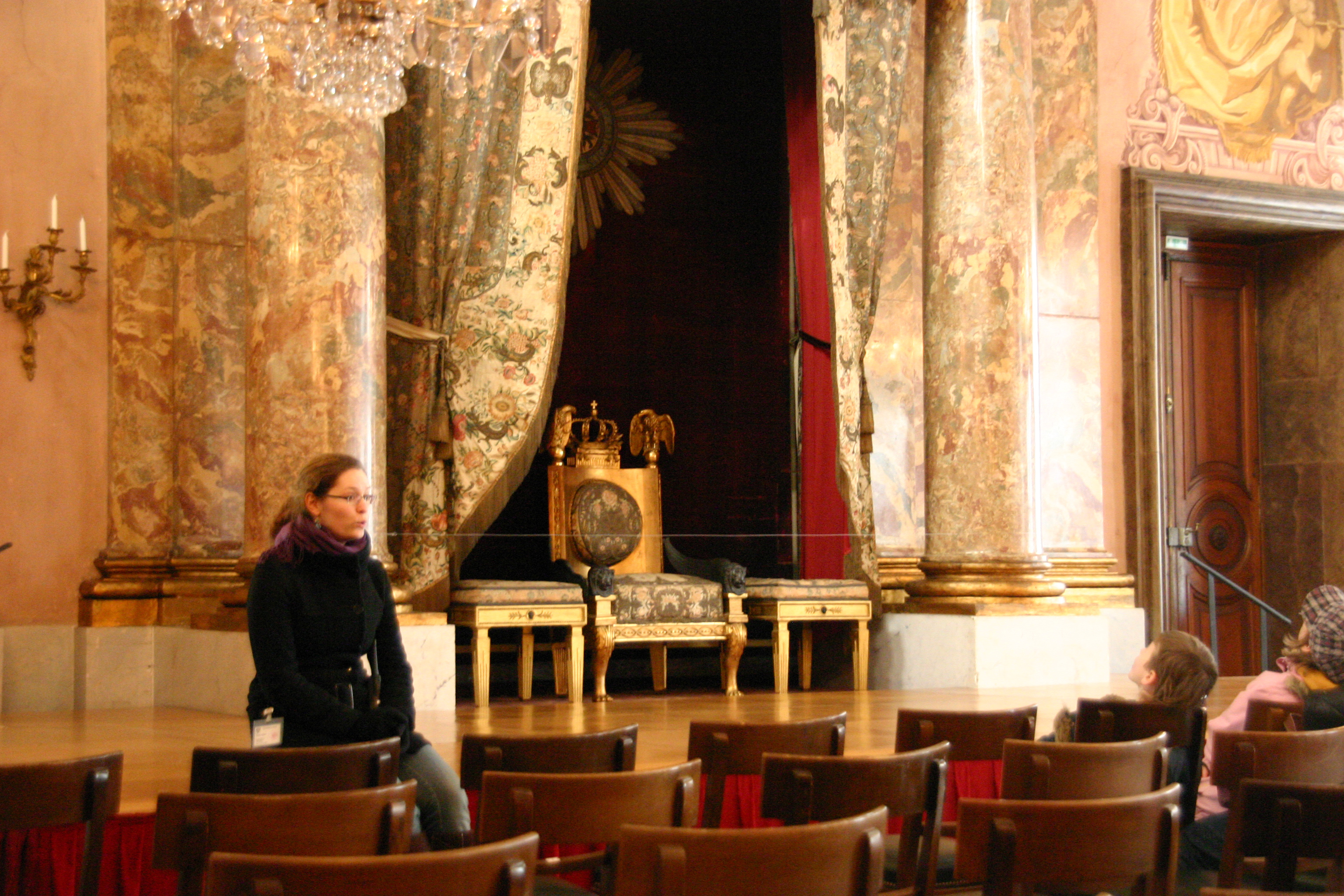
Pałac Ludwigsburg
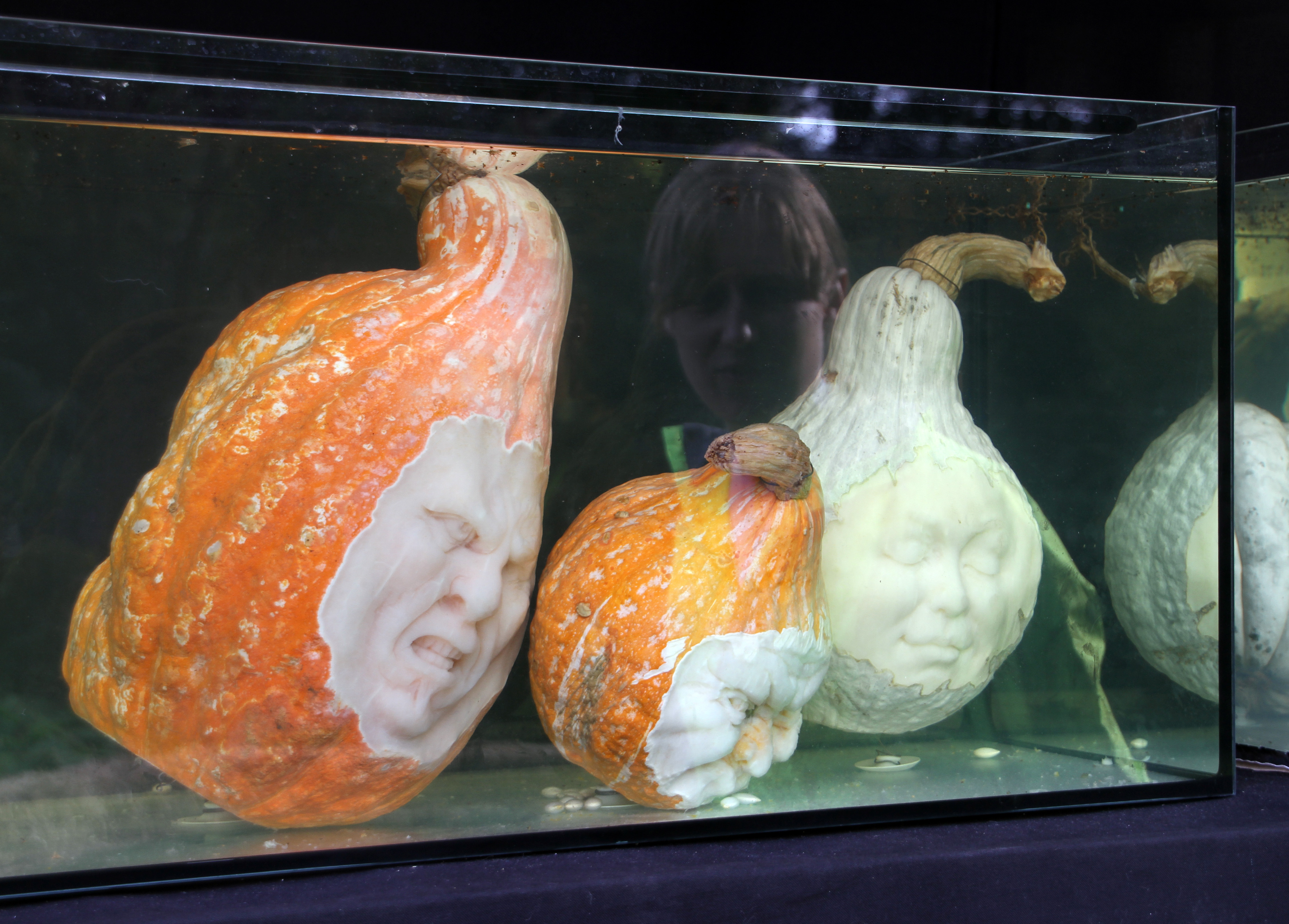
Święto Dyń
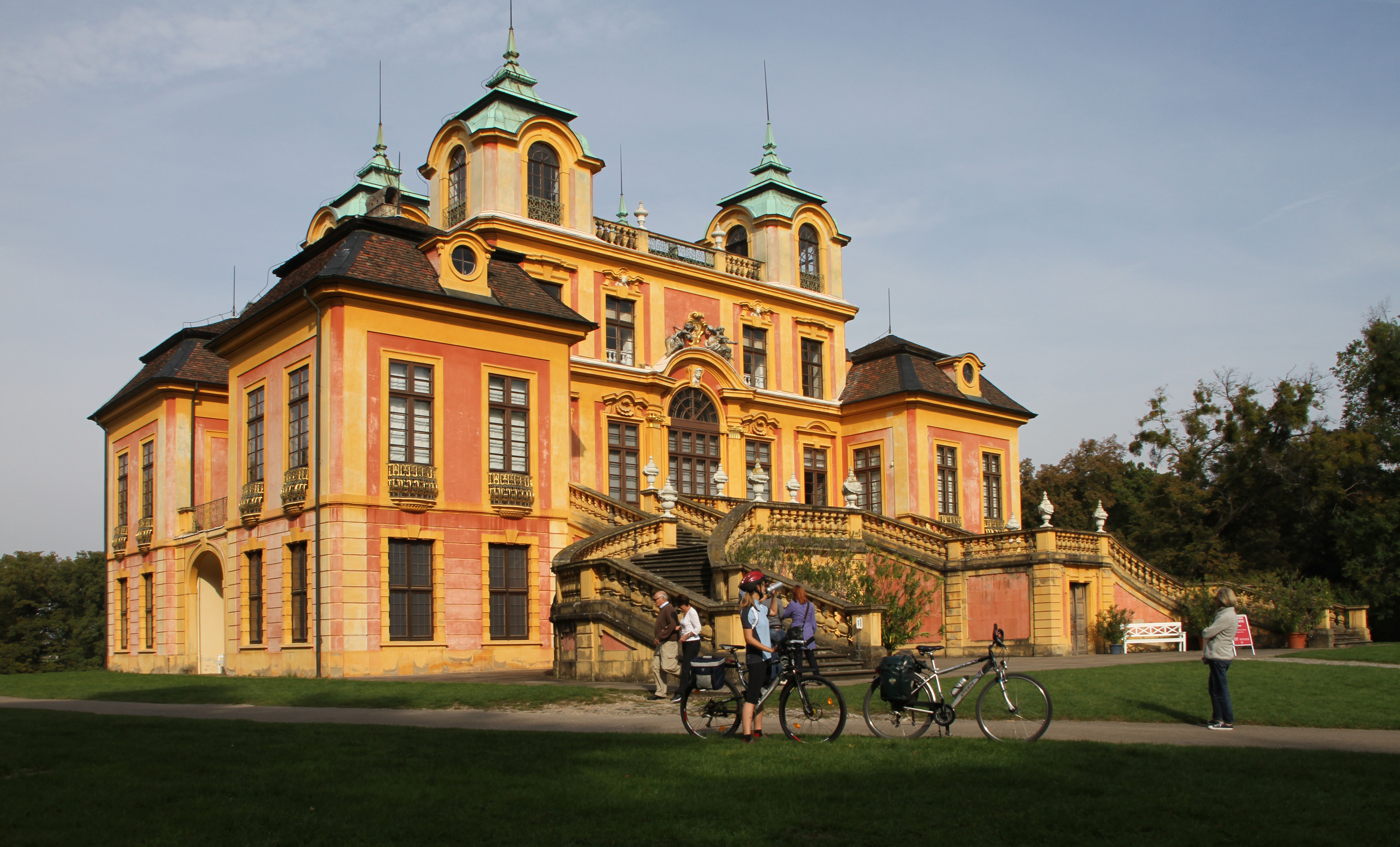
Pałac Favorite
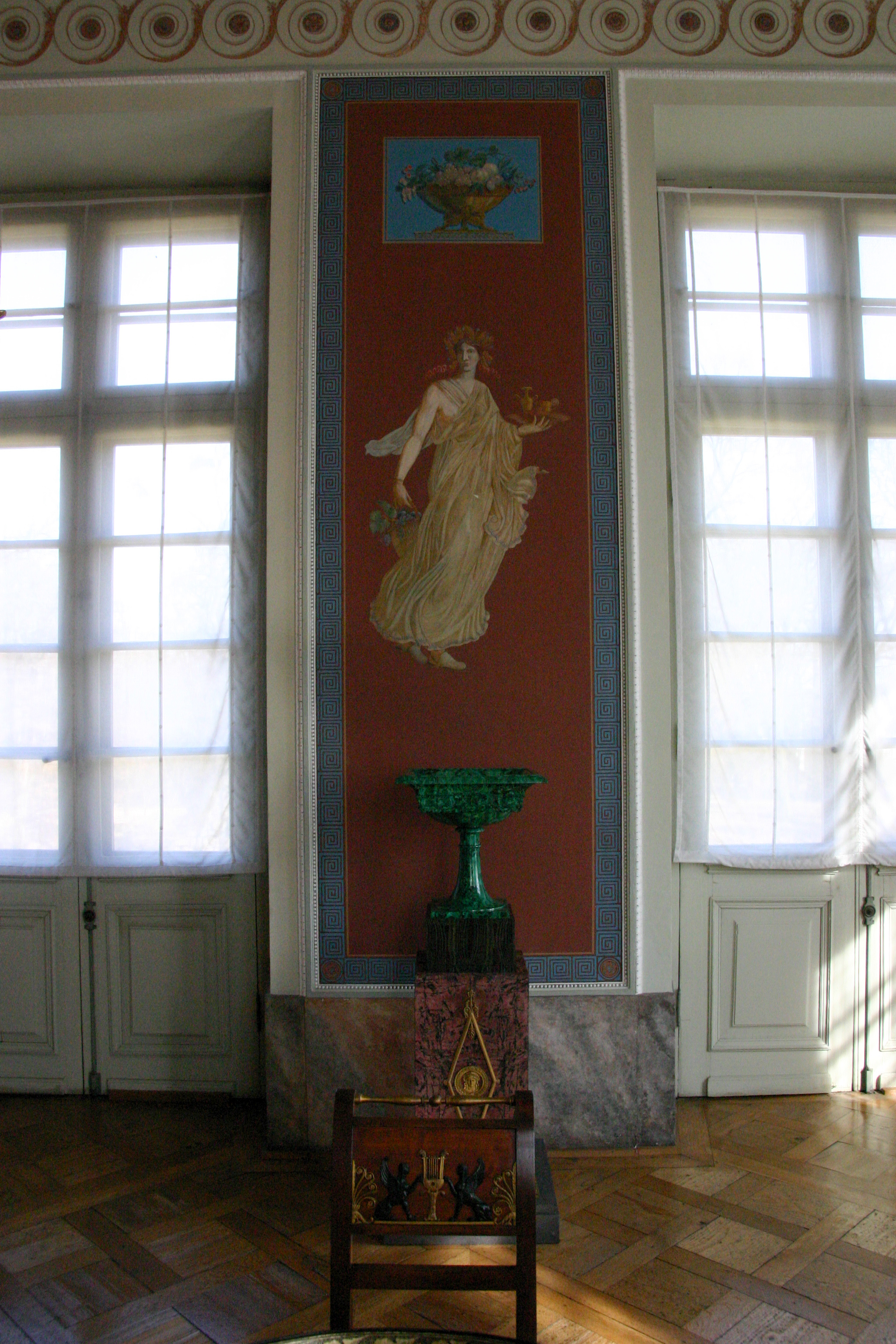
Pałac Favorite
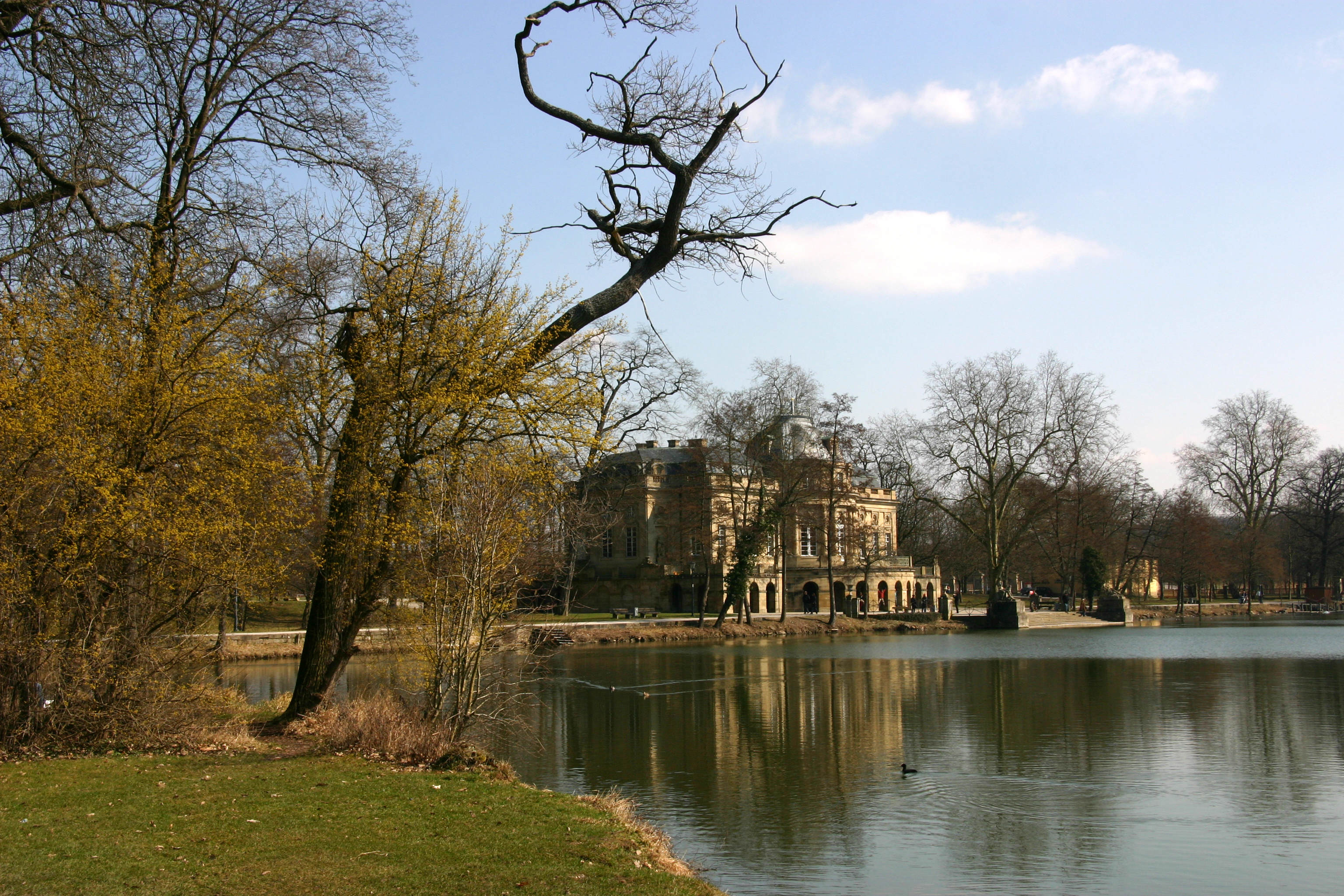
Pałac Monrepos

## Współpraca
Miejscowości partnerskie:
- Wielka Brytania: Caerphilly
- Ukraina: Eupatoria
- Francja: Montbéliard
- Czechy: Nowy Jiczyn
- Stany Zjednoczone: Saint Charles

## Osoby

### urodzeni w Ludwigsburgu
- Felix Hoffmann, chemik
- Justinus Kerner, lekarz
- Hartmut Michel, chemik
- Eduard Mörike, poeta
- Hugo Sperrle, oficer
- David Friedrich Strauss, poeta
- Matthias Wissmann, minister

### związani z miastem
- Christian Friedrich Daniel Schubart, poeta
- Horst Köhler, prezydent Niemiec
- Eberhard Ludwik Wirtemberski, książę
- Ludwik Eugeniusz Wirtemberski, książę